# Perigenes
Perigenes es un género de Hemiptera de la familia Rhyparochromidae. Hay al menos tres especies descritas de Perigenes. Distribuidos desde Norteamérica hasta Guatemala.

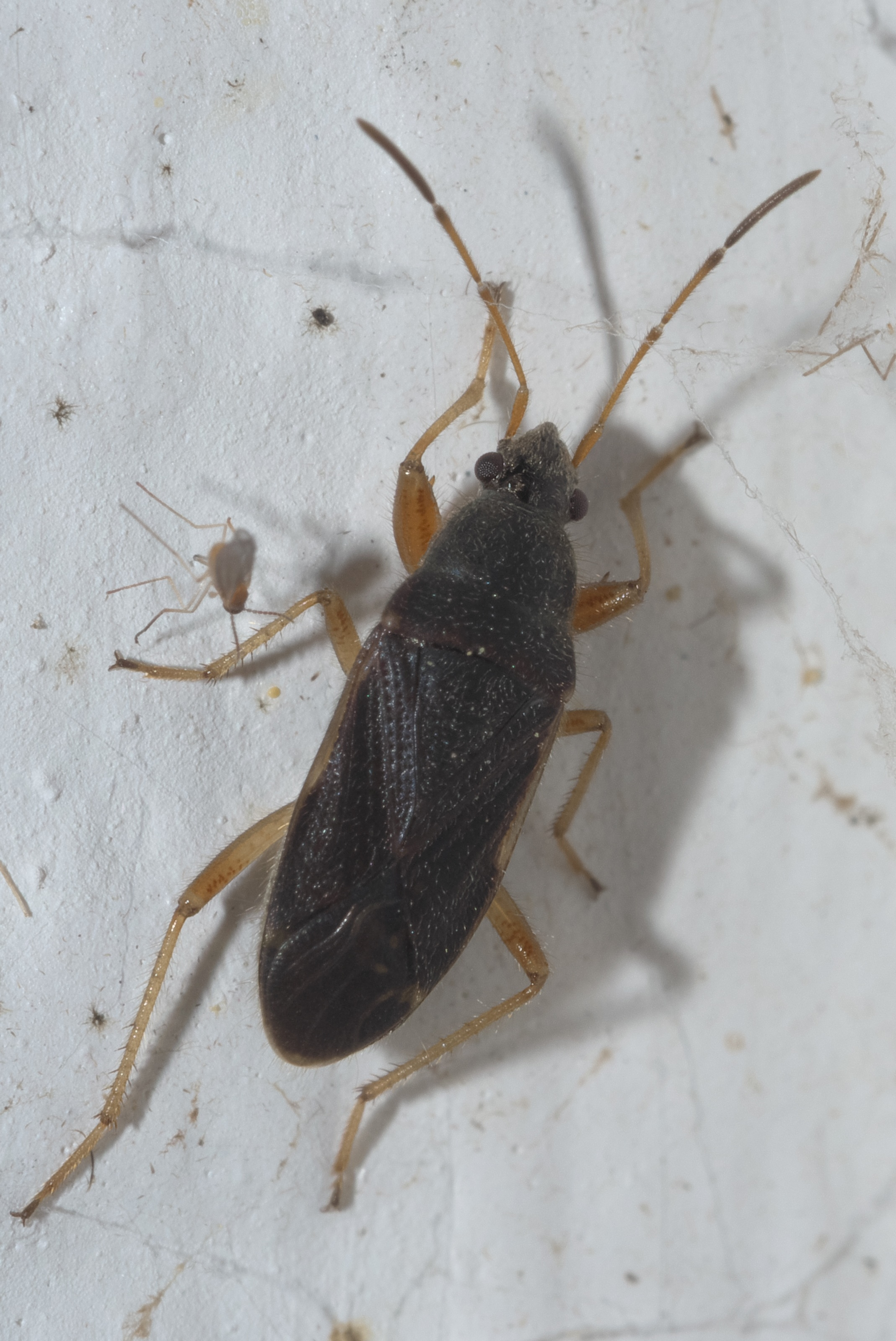
Perigenes similis

## Especies
- Perigenes constrictus (Say, 1832) i c g b
- Perigenes dispositus Distant, 1893 i c a g
- Perigenes similis Barber, 1906 i c g b

Fuentes de datos: i = ITIS, c = Catálogo de la Vida, g = GBIF, b = Bugguide.net